# Преславци
Преславци е село в Североизточна България. То се намира в община Тутракан, област Силистра. Старото име на селото е Енджекьой. То е прекръстено през 1942 г. в памет на 7-и Преславски пехотен полк, участвал в Тутраканската епопея.Село Преславци (област Силистра) е разположено в Северен Централен планов регион на България.